# Perbawati
Perbawati is een bestuurslaag in het regentschap Sukabumi van de provincie West-Java, Indonesië. Perbawati telt 6827 inwoners (volkstelling 2010).